# Batalla de Ivánkiv
La batalla de Ivánkiv fue un enfrentamiento militar entre la Federación de Rusia y Ucrania el marco la invasión rusa de este último país de 2022, que comenzó el 25 de febrero de 2022. A primera hora de la mañana, una columna de las fuerzas terrestres rusas se acercó desde el noroeste a la ciudad de Ivánkiv, en el óblast de Kiev, después de haber hecho una pausa tras la batalla de Chernóbil.
Tras varios días de combates en los que las fuerzas rusas asediaban y rodeaban la ciudad por igual para no detenerse en su avance hacia Kiev, la ciudad fue declarada bajo control ruso el 2 de marzo.

## Situación
Ivankiv es una ciudad en el norte del óblast de Kiev, situada en la orilla occidental del río Téteriv. Cuenta con algo más de 10 000 habitantes en su núcleo urbano y era el centro administrativo del raión de Ivankiv hasta la eliminación de este en la reforma de la división administrativa de Ucrania en 2020.
Con la invasión rusa de Ucrania de 2022, Ivankiv fue la primera población de más de 10 000 habitantes alcanzada por las fuerzas rusas procedentes de Bielorrusia.

## Batalla
En la madrugada del 25 de febrero de 2022, una columna de fuerzas terrestres rusas avanzaron hacia la ciudad de Ivankiv, en el óblast de Kiev, desde el noroeste tras su victoria en la batalla de Chernóbil.
Las fuerzas ucranianas destruyeron el puente de Ivánkiv que cruzaba el río Téteriv, lo que hizo que se detuviera el avance de una división de tanques rusa que se dirigía a Kiev. Las fuerzas aerotransportadas ucranianas se enfrentaron a los soldados rusos en Ivankiv y en la cercana ciudad de Dymer.
Varios componentes de las fuerzas rusas decidieron rodear la zona, avanzando hacia el aeropuerto Antonov, cerca de Hostomel, que sería tomado ese mismo día.
Llegando a la noche del primer día de enfrentamientos en Ivankiv, las fuerzas rusas, que no habían logrado tomar la ciudad, decidieron desplegar fuego de artillería sobre ella, causando bajas civiles y destruyendo una tubería de gas de las principales que cruzan Ucrania hacia Europa.
El 26 de febrero los combates continuaron en la ciudad, sin ser tomada por las fuerzas rusas. En la mañana del 27 de febrero, un numeroso convoy de vehículos militares rusos con rumbo a Ivankiv fue avistado a través de imágenes satelitales. En los enfrentamientos del día 27, la artillería rusa destruyó el Museo de Historia Local e Histórico de Ivánkiv en el que se albergaban más de 20 obras de la artista ucraniana María Prymachenko. En respuesta a ello, el ministro de Cultura, Oleksandr Tkachenko, solicitó a la Unesco que retirase la membresía de Rusia de la organización.
Tras varios días de estar en la ruta de los enormes convoyes militares que se veían trasladarse rumbo a Kiev, Ivánkiv fue finalmente tomada por las tropas rusas el 2 de marzo de 2022.